# I Wanna Love You
I Wanna Love You tredje singeln från skivan Konvicted. Akon och Snoop Dogg gjorde låten i två versioner en clean "I Wanna Love You"-version och en dirty "I Wanna Fuck You"-version. Låten blev Akons första toppsingel på Billboard Hot 100 (USA) och Snoop Doggs andra. I Sverige klättrade låten inte längre än till en 19:e plats.